# رقدالین
رقدالین یک منطقهٔ مسکونی در لیبی است که در استان نقاط‌الخمس واقع شده‌است. رقدالین ۲۵٫۸۳۱ نفر جمعیت دارد و ۹ متر بالاتر از سطح دریا واقع شده‌است.